# Scaphiopus
Scaphiopus – rodzaj płazów bezogonowych z rodziny Scaphiopodidae.

## Zasięg występowania
Rodzaj obejmuje gatunki występujące w suchych regionach północnego Meksyku i południowo-zachodniej części Stanów Zjednoczonych na północny wschód do południowo-wschodniej i północno-wschodniej części Stanów Zjednoczonych.

## Systematyka

### Etymologia
Scaphiopus: gr. σκαφoς skaphos „kopanie, odkopywanie”; πους pous, ποδος podos „stopa”.

### Podział systematyczny
Do rodzaju należą następujące gatunki:
- Scaphiopus couchii Baird, 1854
- Scaphiopus holbrookii (Harlan, 1835)
- Scaphiopus hurterii Strecker, 1910